# Mistyka wczesnochrześcijańska
Mistyka wczesnochrześcijańska – mistyka chrześcijańska pierwszych wieków, za której początek uznaje się ukamienowanie świętego Szczepana. Stanowisko Kościoła starożytnego wobec mistyki określa Stary Testament i Nowy Testament. 

## Mistyka w Starym Testamencie
Mistyka pojmowana jako dążenie człowieka do zjednoczenia z Bogiem i poznania Go dzięki kontemplacji i ekstazie nie występuje w Starym Testamencie. Wprawdzie prorocy dostępują wizji powołania i objawienia (Iz 6 i in.), ale to JHWH jest Panem, a dostęp do Boga jest możliwy tylko dzięki wybraniu. 

## Mistyka w Nowym Testamencie

### Ewangelie
Mistycyzm jako taki jest obcy ewangeliom. Możemy dostrzec w nich jedynie elementy pozornie mistyczne (Mt 11, 27, Łk 10,22), które wyjaśnić można wskazując na kontekst hellenistycznych religii misteriów.

### Mistyka u św. Pawła
Mistyczne sformułowania w listach Apostoła Pawła niekoniecznie świadczą o jego mistycznych doświadczeniach. Paweł jako doświadczony żyd znal duchowość misteryjną i widział w niej wielkie zagrożenie dla wspólnot chrześcijańskich, dlatego w wypowiedziach traktujących o „jedności z Chrystusem” (Flp 3,7nn.; Ga 2,20) znajdują się wprawdzie formuły mistyczne, ale istotą tych wypowiedzi jest zawsze zbawczy czyn Chrystusa.

## Mistycyzm u Ojców Kościoła
Chociaż Stary Testament, Nowy Testament i Kościół pierwotny nie znały mistyki jako zjednoczenia z Bogiem, to jednak „bycie w Chrystusie” (2 Kor 5,17, Rz 8, 10), zjednoczenie duchowe z Chrystusem było celem chrześcijan, który osiągano w naśladowaniu (imitatio Christi) i kontynuowano w czystej formie w monastycyzmie. Mistyka wczesnochrześcijańska zbiega się z religijnością wspólnoty, np. Ignacy z Antiochii za główną zasadę teologii mistycznej uznaje zjednoczenie z Chrystusem, które przez naśladowanie i upodobnienie się do Chrystusa osiąga pełnię w męczeństwie. Poświadczają ją Akta Męczenników, np. Perpetua i Felicyta (zm. w Kartaginie, 202/203 r.) podobnie jak Szczepan, w godzinę męczeństwa doświadczają wizji, która je umacnia.
Chrześcijańską teologię mistyczną III i IV w. należy uznać za formę odparcia gnozy. Według Klemensa z Aleksandrii prawdziwy chrześcijanin zostaje oświecony w wierze, a prawdziwy "gnostyk", człowiek "przebóstwiony", sprawdza się w miłości do dobra. Orygenes upatruje w dążeniu do upodabniania się do Chrystusa życiowy cel chrześcijanina, którego etapy realizacji, stopnie duchowego wstępowania, nie wykluczają "narodzin Boga", ale domagają się ascezy w kontaktach ze światem. Metody z Olimpu (zm. 311, męczennik), chociaż był przeciwnikiem Orygenesa pogłębia te myśl w dziele Uczta, czyli o dziewictwie. Atanazy (zm. 373), teolog Soboru Nicejskiego, w dwojaki sposób zasłużył się wobec mistyki chrześcijańskiej: potwierdził formułę Klemensa o "przebóstwionym" człowieku: Bóg stał się człowiekiem, abyśmy my dzięki Niemu stali się Bogiem (De incarnatione 45), a zarazem jego dzieło Żywot św. Antoniego ukazuje samotne życie pustelników, naznaczone ascezą i rozmyślaniem jako drogę do wyższej doskonałości. Bazyli Wielki (zm. 379) dodał kolejne elementy takie jak: posłuszeństwo i życie pobożne. 
Znaczącą postacią dla mistyki wczesnochrześcijańskiej był Ewagriusz z Pontu, który, opierając się na Orygenesie i uwzględniając idee stoickie i neoplatońskie i zdecydowanie odrzucając manicheizm. naucza o stopniowym powrocie rozumnego ducha do pierwotnej jedności z Logosem, aż po "istotowe poznanie".

## Przedstawiciele mistyki wczesnochrześcijańskiej
- św. Szczepan
- Klemens z Aleksandrii
- Orygenes
- Metody z Olimpu
- Atanazy
- Antoni Pustelnik
- Bazyli Wielki
- Ewagriusz z Pontu
- Pseudo-Dionizy Areopagita
- Grzegorz z Nyssy
- św. Augustyn